# Fidel Escobar
Fidel Escobar Mendieta (Ciudad de Panamá, Panamá, 9 de enero de 1995) es un futbolista panameño que se desempeña como defensa y actualmente su equipo es el Deportivo Saprissa de la Primera División de Costa Rica.

## Trayectoria

### San Francisco
Nacido en la Ciudad de Panamá, Escobar se graduó de la selección juvenil de San Francisco e hizo su debut como jugador profesional durante la campaña 2012-13, con solo 18 años. Durante la siguiente temporada se estableció como regular en el primer equipo en 14 partidos como titular y anotando un gol. El 26 de octubre de 2013, Escobar anotó su primer gol para Los Monjes en una victoria por 2-0 sobre Chorrillo.

### Sporting San Miguelito
Después de impresionar con San Francisco, Escobar fue fichado por Sporting San Miguelito para la temporada 2014 Clausura. Hizo 14 apariciones marcando un gol en su primera temporada en el club. El 16 de marzo de 2014, Escobar anotó su primer gol con San Miguelito en un empate 2-2 con Alianza. En sus dos temporadas y media con el club Escobar hizo 65 apariciones en liga anotando seis goles.

### Sporting de Lisboa B
Como resultado de su impresionante juego con su club y en la Copa Mundial Sub-20, Escobar recibió la atención de los clubes europeos. Durante julio de 2016, Escobar fue enviado en préstamo con la opción de compra al Sporting Clube de Portugal. Escobar debutó con el Sporting B el 6 de agosto de 2016 jugando todo el partido en una derrota de 1-2 ante Portimonense S.C En enero de 2017, Escobar intentó rescindir su contrato con el Sporting en busca de otras oportunidades y fue amenazado con acciones legales por parte de Portugal. Finalmente, Escobar se disculpó con el club y fue reintegrado durante la segunda mitad de la temporada. Él hizo su regreso al equipo el 15 de abril de 2017, comenzando en una victoria 2-0 sobre União da Madeira.

### New York Red Bulls
El 27 de julio de 2017, se anunció que Escobar se uniría a New York Red Bulls con un préstamo de 18 meses. Por su juego el 10 de marzo de 2018, en el que ayudó a Nueva York a vencer 4-0 a Portland Timbers en el primer partido de liga de la temporada, Escobar fue nombrado al Starting XI para el Equipo de la Semana de la Major League Soccer.
Escobar fue cedido al equipo afiliado New York Red Bulls II de la United Soccer League para el partido contra Tampa Bay Rowdies el 14 de abril de 2018. Abrió el marcador para Nueva York en la victoria 5-0.
Escobar terminó su préstamo en los Red Bulls al final de la temporada 2018.

### Correcaminos UAT
El 28 de febrero de 2019, se oficializó su fichaje por Correcaminos de la UAT de la Liga de Ascenso de México al cuál iría a Préstamo, sin embargo nunca pudo debutar con el club, ya que fue convocado por su selección para un partido amistoso contra la selección de Brasil en Oporto y en esos momentos se encontraba en los trámites del permiso de trabajo y no podía salir de México, pero por desconocimientos del jugador salió del país y se cayó todo el trámite.

### España
Luego de su participación en la Copa de Oro de la Concacaf 2019, en donde llegó hasta los cuartos de final con su selección, fue fichado por el Córdoba C. F. para reforzar su línea defensiva y lograr el ascenso nuevamente a la Segunda división de España.
Debutó el 11 de agosto de 2019 en un partido amistoso contra el Rayo Vallecano, el cual terminó con un 0-0 en el marcador. El 8 de marzo de 2020 se suspendieron las actividades futbolísticas en España, después de tener el jugador una buena temporada tanto individualmente como colectivamente y de que en el mes de abril de 2020 se diera a conocer que se daba la suspensión y finalización la temporada 2019-20, que marchaba en la jornada 28, de la Segunda División B de España por motivos de la pandemia de enfermedad por coronavirus. El club cordobés, que terminó en 5.º lugar, presentó problemas financieros por no cual lo ejerció la opción de compra de Fidel y el mismo tuvo que retornar al Sporting San Miguelito, club dueño de su ficha.
Sin embargo, unos meses después regresó a España tras fichar por la A. D. Alcorcón por tres temporadas. En el segundo tramo de la campaña 2021-22 fue cedido a la Cultural y Deportiva Leonesa.

## Selección nacional
Escobar jugó en la Copa Mundial Sub-20 de la FIFA 2015 en Nueva Zelanda. Hizo su debut en la competencia el 30 de mayo de 2015 anotando un gol en el minuto 84 en un empate 2-2 contra Argentina.
Escobar hizo su debut sénior con Panamá en un partido amistoso de febrero de 2015 contra los Estados Unidos.
El 11 de noviembre de 2016 marcó de tiro libre el único tanto del encuentro para darle la victoria a su selección ante Honduras en el primer partido de ambas selecciones en la Hexagonal con miras a Rusia 2018.
En mayo de 2018 fue nombrado en el escuadrón preliminar de 35 hombres de Panamá para la Copa Mundial de la FIFA 2018 en Rusia.

### Goles internacionales
| Gol | Fecha                   | Lugar                                                    | Oponente    | Anotación | Resultado | Competición               |
| --- | ----------------------- | -------------------------------------------------------- | ----------- | --------- | --------- | ------------------------- |
| 1   | 11 de noviembre de 2016 | Estadio Olímpico Metropolitano, San Pedro Sula, Honduras | Honduras    | 0-1       | 0-1       | Eliminatoria Mundial 2018 |
| 2   | 9 de junio de 2022      | Estadio Rommel Fernández, Panamá, Panamá                 | Martinica   | 3-0       | 5-0       | Liga de Naciones 2022-23  |
| 3   | 4 de julio de 2022      | Shell Energy Stadium, Houston, Estados Unidos            | El Salvador | 1-1       | 2-2       | Copa Oro 2023             |

### Participaciones en Copas del Mundo
| Mundial                               | Sede          | Resultado      | Partidos | Goles | Asist. |
| ------------------------------------- | ------------- | -------------- | -------- | ----- | ------ |
| Copa Mundial de Fútbol Sub-20 de 2015 | Nueva Zelanda | Fase de grupos | 3        | 2     | 0      |
| Copa Mundial de Fútbol de 2018        | Rusia         | Fase de grupos | 3        | 0     | 0      |
| Total                                 | Total         | Total          | 6        | 2     | 0      |

### Participaciones en Copas América
| Copa América            | Sede           | Resultado      | Partidos | Goles | Asist. |
| ----------------------- | -------------- | -------------- | -------- | ----- | ------ |
| Copa América Centenario | Estados Unidos | Fase de grupos | 0        | 0     | 0      |
| Total                   | Total          | Total          | 0        | 0     | 0      |

### Participaciones en Copas Oro
| Copa Oro      | Sede                  | Resultado        | Partidos | Goles | Asist. |
| ------------- | --------------------- | ---------------- | -------- | ----- | ------ |
| Copa Oro 2017 | Estados Unidos        | Cuartos de final | 3        | 0     | 0      |
| Copa Oro 2019 | Estados Unidos        | Cuartos de final | 4        | 0     | 0      |
| Copa Oro 2023 | Estados Unidos Canadá | Subcampeón       | 6        | 1     | 0      |
| Total         | Total                 | Total            | 13       | 1     | 0      |

### Participaciones en Ligas de Naciones
| Liga de Naciones         | Sede     | Resultado      | Partidos | Goles | Asist. |
| ------------------------ | -------- | -------------- | -------- | ----- | ------ |
| Liga de Naciones 2019-20 | Concacaf | Fase de grupos | 3        | 0     | 0      |
| Liga de Naciones 2022-23 | Concacaf | Cuarto lugar   | 6        | 1     | 1      |
| Liga de Naciones 2023-24 | Concacaf | Cuarto lugar   | 6        | 0     | 0      |
| Liga de Naciones 2024-25 | Concacaf | Subcampeón     | 2        | 0     | 0      |
| Total                    | Total    | Total          | 16       | 1     | 1      |

## Estadísticas

### Clubes
Actualizado al 26 de mayo de 2024.
| San Francisco F. C. · Panamá | 1.ª           | 2012-13       | 2   | 0  | 0 | 0 | 0  | 0 | 2   | 0  |
| San Francisco F. C. · Panamá | 1.ª           | 2013-14       | 14  | 1  | 0 | 0 | 0  | 0 | 14  | 1  |
| San Francisco F. C. · Panamá | Total club    | Total club    | 16  | 1  | 0 | 0 | 0  | 0 | 16  | 1  |
| Sporting San Miguelito · Panamá | 1.ª           | 2013-14       | 14  | 1  | 0 | 0 | 0  | 0 | 14  | 1  |
| Sporting San Miguelito · Panamá | 1.ª           | 2014-15       | 25  | 2  | 0 | 0 | 0  | 0 | 25  | 2  |
| Sporting San Miguelito · Panamá | 1.ª           | 2015-16       | 26  | 3  | 0 | 0 | 0  | 0 | 26  | 3  |
| Sporting San Miguelito · Panamá | Total club    | Total club    | 65  | 6  | 0 | 0 | 0  | 0 | 65  | 6  |
| Sporting de Lisboa "B" Portugal | 2.ª           | 2016-17       | 14  | 0  | 0 | 0 | 0  | 0 | 14  | 0  |
| Sporting de Lisboa "B" Portugal | Total club    | Total club    | 14  | 0  | 0 | 0 | 0  | 0 | 14  | 0  |
| New York Red Bulls Estados Unidos | 1.ª           | 2017          | 6   | 0  | 1 | 0 | 0  | 0 | 7   | 0  |
| New York Red Bulls Estados Unidos | 1.ª           | 2018          | 6   | 0  | 0 | 0 | 0  | 0 | 6   | 0  |
| New York Red Bulls Estados Unidos | Total club    | Total club    | 12  | 0  | 1 | 0 | 0  | 0 | 13  | 0  |
| New York Red Bulls II Estados Unidos | 2.ª           | 2017          | 1   | 0  | 0 | 0 | 0  | 0 | 1   | 0  |
| New York Red Bulls II Estados Unidos | 2.ª           | 2018          | 5   | 1  | 0 | 0 | 0  | 0 | 5   | 1  |
| New York Red Bulls II Estados Unidos | Total club    | Total club    | 6   | 1  | 0 | 0 | 0  | 0 | 6   | 1  |
| Correcaminos UAT · México | 2.ª           | 2019          | 0   | 0  | 0 | 0 | 0  | 0 | 0   | 0  |
| Correcaminos UAT · México | Total club    | Total club    | 0   | 0  | 0 | 0 | 0  | 0 | 0   | 0  |
| Córdoba C. F. · España | 3.ª           | 2019-20       | 20  | 0  | 0 | 0 | -  | - | 20  | 0  |
| Córdoba C. F. · España | Total club    | Total club    | 20  | 0  | 0 | 0 | 0  | 0 | 20  | 0  |
| A. D. Alcorcón · España | 2.ª           | 2020-21       | 17  | 0  | 2 | 0 | -  | - | 19  | 0  |
| A. D. Alcorcón · España | 2.ª           | 2021-22       | 7   | 0  | 2 | 0 | -  | - | 9   | 0  |
| A. D. Alcorcón · España | Total club    | Total club    | 25  | 0  | 4 | 0 | 0  | 0 | 28  | 0  |
| Cultural y Deportiva Leonesa · España | 3.ª           | 2021-22       | 14  | 1  | 0 | 0 | -  | - | 14  | 1  |
| Cultural y Deportiva Leonesa · España | Total club    | Total club    | 14  | 1  | 0 | 0 | 0  | 0 | 14  | 1  |
| Deportivo Saprissa · Costa Rica | 1.ª           | 2022-23       | 36  | 0  | 2 | 0 | -  | - | 38  | 0  |
| Deportivo Saprissa · Costa Rica | 1.ª           | 2023-24       | 41  | 5  | 0 | 0 | 10 | 0 | 51  | 5  |
| Deportivo Saprissa · Costa Rica | Total club    | Total club    | 77  | 5  | 2 | 0 | 10 | 0 | 89  | 5  |
| Total carrera | Total carrera | Total carrera | 249 | 14 | 7 | 0 | 0  | 0 | 265 | 14 |
| (1)Incluidos los datos de la Copa Abierta de Estados Unidos (2017). (2)Incluidos los datos de la Liga de Campeones de la Concacaf (2018). |               |               |     |    |   |   |    |   |     |    |

## Palmarés

### Títulos nacionales
| Título             | Club               | País           | Año    |
| ------------------ | ------------------ | -------------- | ------ |
| Supporters' Shield | New York Red Bulls | Estados Unidos | 2018   |
| Primera División   | Deportivo Saprissa | Costa Rica     | 2022-A |
| Primera División   | Deportivo Saprissa | Costa Rica     | 2023-C |
| Primera División   | Deportivo Saprissa | Costa Rica     | 2023-A |
| Primera División   | Deportivo Saprissa | Costa Rica     | 2024-C |

### Distinciones individuales
| Distinción                                                                             | Año  |
| -------------------------------------------------------------------------------------- | ---- |
| Mejor jugador extranjero de la Primera División de Costa Rica del Torneo Apertura 2023 | 2024 |
| Mejor jugador de la Primera División de Costa Rica del Torneo Apertura 2023            | 2024 |